# سامرست (ایندیانا)
سامرست (به انگلیسی: Somerset) یک منطقهٔ مسکونی در ایالات متحده آمریکا است که در شهرستان وابش، ایندیانا واقع شده‌است. سامرست ۲۴۷ متر بالاتر از سطح دریا واقع شده‌است.